# جشنواره گلاویژ
جشنواره بین‌المللی ادبی گلاویژ (کُردی: فێستیڤاڵی گەلاوێژ) یکی از مهمترین رویدادهای فرهنگی اقلیم کردستان و منطقه به‌شمار می‌رود که سالیانه از سوی سازمان غیردولتی بنیاد روشنگری گلاویژ در شهر سلیمانیه پایتخت هنری و فرهنگی اقلیم کردستان برگزار می‌شود.
این جشنواره از سال ۱۹۹۶ هرساله برگزار می‌گردد و جایگاه ویژه‌ای را در میان فعالیت‌های فرهنگی منطقه به خود اختصاص داده‌است؛ که همیشه و به‌طور مداوم، زمینه‌ای آزاد و مناسب را برای ارائه مطالب، دیدگاه‌ها و خلاقیت نویسندگان فراهم کرده‌است. جشنواره بین‌المللی ادبی «گلاویژ» هر سال با حضور ادیبان، شاعران، مترجمان و منتقدان ایرانی، کشورهای مختلف جهان و اقلیم کردستان عراق؛ در بخش‌های رقابتی و غیر رقابتی، برپایی نمایشگاه هنرهای تجسمی و خارجی، نمایشگاه کتاب و مجلات مختلف ادبی در شهر سلیمانیه پایتخت فرهنگی و هنری اقلیم کردستان عراق برگزار می‌شود. در روز اختتامیه، برندگان بخش‌های مختلف رقابتی داستان، شعر و تحقیق معرفی و تندیس جشنواره به آنها اهدا خواهد شد.
معمولاً در هر دوره، یکی از سه روز جشنواره را به فرهنگ و ادبیات ایران اختصاص می‌دهند. شمس لنگرودی، علی اشرف درویشیان، حافظ موسوی، سیدعلی صالحی و دیگران از شاعران و نویسندگان مطرح ایرانی اند که به تناوب در این جشنواره شرکت داشته‌اند.
بیست و یکمین دوره جشنواره بین‌المللی ادبی «گلاویژ» با شعار «به فراسوی چارچوب‌های بسته» در روزهای ۱۶ و ۱۷ و ۱۸ فروردین ماه (۵ و ۶ و ۷ آوریل ۲۰۱۸) در سالن تَوار در شهر سلیمانیه برگزار شد. در بیست و یکمین دوره جشنواره گلاویژ جایزه طلایی کردستان عراق به سیدعلی صالحی، شاعر ایرانی اهدا شد. همچنین گزینه شعری از سیدعلی صالحی با ترجمه مریوان حلبچه‌ای تحت عنوان «اگر عاشق نباشیم می‌میریم» توسط این جشنواره چاپ و کلیه حق فروش ترجمه کردی این گزینه شعر به آوارگان عفرین اختصاص یافت.